# Manom Manocar
O Manom Manocar foi um modelo de veículo francês produzido pelo Établissements Manom em 1953, foram construídos apenas duas unidades.